# Castrillo de Valderaduey
Castrillo de Valderaduey es una localidad española perteneciente al municipio de Villazanzo de Valderaduey, en la provincia de León, comunidad autónoma de Castilla y León. 
El río Valderaduey, afluente del río Duero, cruza el pueblo de norte a sur, siendo la única localidad en todo el cauce del río que es atravesado enteramente por él. 
Tradicionalmente sus gentes han vivido de la agricultura y en menor medida, de la ganadería ovina. 
Cuenta con una pequeña iglesia y un teleclub público. En su día hubo un frontón y un monasterio, pero se han perdido. Todavía permanece el viejo molino aguas abajo de Castrillo y los corrales de ganado en el monte.
Las fiestas que se celebran son: San Esteban protomártir (26 de diciembre), Carnaval (40 días antes del Domingo de Ramos), la Octava (el fin de semana siguiente al Corpus Christi), las Aguas (el 12 de junio) y San Esteban protomártir (3 de agosto).

## Geografía

### Ubicación
| Noroeste: Valdavida             | Norte: Renedo de Valderaduey | Noreste: Renedo de Valderaduey  |
| Oeste: Villaselán               |                              | Este: Renedo de Valderaduey     |
| Suroeste Velilla de Valderaduey | Sur: Velilla de Valderaduey  | Sureste: San Andrés de la Regla |

## Demografía
Evolución de la población
| Gráfica de evolución demográfica de Castrillo de Valderaduey entre 2000 y 2023 |
|                                                                                |
| Población de derecho (2000-2023) según el padrón municipal del INE             |